# Басарділья
Басарділья (ісп. Basardilla) — муніципалітет в Іспанії, у складі автономної спільноти Кастилія-і-Леон, провінція Сеговія. Населення — 167 осіб (2010).
Муніципалітет розташований на відстані близько 70 км на північ від Мадрида, 11 км на північний схід від Сеговії.

## Демографія
Динаміка населення (INE ):